# Хваловский, Алеш
А́леш Хва́ловский (чеш. Aleš Chvalovský; 29 мая 1979) — чешский футболист, вратарь.

## Карьера

### Клубная
В молодости играл за разные команды Чехии и даже 2 года обучался в футбольной школе «Ливерпуля». Профессиональную карьеру начал в команде Англии «Марин», которая тогда играла в Северной Премьер-лиге Англии, седьмом по важности уровне английского футбола. Не закрепившись в составе англичан, перешёл в команду «Хмел» из Блшани, в которой ранее также играл. Отыграв всего два сезона, отправился в дубль немецкого «Штутгарта», но не закрепился там и вернулся в Чехию. С 2005 по 2012 годы играл в кипрском «Аполлоне», позже завершил карьеру.

### В сборной
В составе молодёжной сборной провёл 12 игр, один матч также провёл за старшую команду. Отправился со сборной на Олимпиаду-2000 в Сиднее, но отыграл там всего одну игру. Команда же из группы не вышла. Несмотря на это, был включён в состав сборной на чемпионат Европы среди молодёжи 2002 года и выиграл в составе команды Чехии золотую медаль.

## Личная жизнь
Отец —  многолетний президент Чешско-моравского футбольного союза.